# El vientre del arquitecto
El vientre del arquitecto es una película dirigida por Peter Greenaway y estrenada en salas en 1987.

## Argumento
Un arquitecto estadounidense llamado Stourley Kracklite (Brian Dennehy) visita Roma junto a Louise, su esposa, para participar en la organización de una exposición dedicada al arquitecto francés del siglo XVIII Étienne-Louis Boullée. Sin motivo aparente, comienza a sentir fuertes dolores en el vientre. Al mismo tiempo, un joven comienza a cortejar a Louise.
Ante la desazón que le produce su situación laboral y personal, comienza a adentrarse en un camino de neurosis e introspección personal. Entre su aislamiento (está confinado en una atmósfera greco-romana) y sus accesos de delirio y de lucidez, Kracklite se verá cada vez más atrapado en una espiral de autodestrucción que lo llevará a un agónico final.

## Reparto
| Actor                 | Personaje          |
| --------------------- | ------------------ |
| Brian Dennehy         | Stourley Kracklite |
| Chloe Webb            | Louisa Kracklite   |
| Lambert Wilson        | Caspasian Speckler |
| Sergio Fantoni        | Io Speckler        |
| Stefania Casini       | Flavia Speckler    |
| Vanni Corbellini      | Frederico          |
| Alfredo Varelli       | Julio              |
| Geoffrey Copleston    | Caspetti           |
| Francesco Carnelutti  | Pastarri           |
| Marino Masé           | Trettorio          |
| Marne Maitland        | Battistino         |
| Claudio Spadaro       | Mori               |
| Rate Furlan           | Violinista         |
| Julian Jenkins        | Viejo Doctor       |
| Enrica Maria Scrivano | Madre              |